# Tarasówka (rejon żmeryński)
Tarasówka (ukr. Тарасівка) – wieś na Ukrainie w rejonie żmeryńskim obwodu winnickiego; nad Murafą.